# Rallye d'Irlande
Ne pas confondre avec le Circuit d'Irlande.
Le rallye d'Irlande est la manche irlandaise du championnat du monde des rallyes. Cette course a été ajoutée au calendrier mondial en 2007 puis retirée en 2008.

## Palmarès

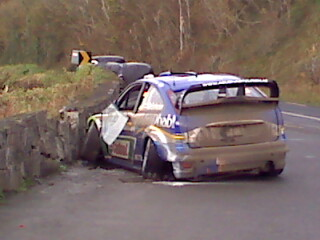
Accident de Marcus Grönholm à Lough Gill (County Sligo), lors de l'édition 2007.

| Année           | Pilote          | Copilote     | Voiture            |
| --------------- | --------------- | ------------ | ------------------ |
| 2005 (hors WRC) | Matthew Wilson  | Michael Orr  | Ford Focus RS WRC  |
| 2006 (hors WRC) | Eugene Donnelly | Paul Kiely   | Toyota Corolla WRC |
| 2007            | Sébastien Loeb  | Daniel Elena | Citroën C4 WRC     |
| 2009            | Sébastien Loeb  | Daniel Elena | Citroën C4 WRC     |

## 1reédition(2007)
La première édition de cette course s’est tenue entre le 15 novembre 2007 et le 18 novembre 2007. 
L'étape inaugurale, une « super spéciale », s’est déroulée dans le parc du palais de Stormont à Belfast en Irlande du Nord.
La course a lieu à cheval entre l’Irlande et l’Irlande du Nord dans les comtés de Sligo, Fermanagh, Donegal, Leitrim, Tyrone, Roscommon et le Cavan. Le point central du rallye est la ville de Sligo.
(remarque: du 15 au 18 juin, Sébastien Loeb dispute un rallye préliminaire à Letterkenny sur sa C4, en reconnaissance irlandaise: le Donegal International Rally. Il le remporte devant Mark Higgins, et le local Eugene Donnelly. Les 30 septembre et 1er octobre il retrouve Higgins 5 semaines avant la manche irlandaise, lors du Cork 20 International Rally, et s'impose encore (devant Dani Sordo, 3e Higgins).)